# 八田牧子
八田 牧子（やつだ まきこ、本名：徳永 牧子（旧姓：八田）、1985年9月10日 - ）は、日本のタレント。血液型はO型。身長152cm。
神奈川県厚木市出身。神奈川県立大和高等学校卒業。東洋英和女学院大学国際社会学部国際社会学科卒業。夫はJリーグ、V・ファーレン長崎の徳永悠平。3男1女の4人の子供がいる。

## プロフィール
- 高校時代にサッカー部のマネージャーをしたことがあり、近所のフットサルコートでアルバイトをしていた。
- 特技はアニメ声。レギュラー出演していたみんなが出るテレビ (以下みんテレ。テレビ神奈川)でも披露したことがある。
- 2008年3月6日に徳永と結婚した[1]。結婚後、しばらくの間はタレント活動を休止していたが、2009年4月19日放送のジャンクSPORTS（フジテレビ）のゲスト出演[2]で活動を再開した。なお、この時は「徳永牧子」で出演しており、紹介VTRではみんテレ時代の映像が使われた[3]。
- 2009年12月22日に、第1子（長男）[4]、2011年5月12日に第2子（次男）が誕生した。

## 出演

### テレビ
- 美少女研究所　(テレビ東京、2005年10月15日)
- みんなが出るテレビ (テレビ神奈川、2006年7月〜2008年3月[5]、女子大生レポーター)
- DOORS 2006  (TBSテレビ、2006年9月、DOORS GIRL)
- オビラジR　(TBSテレビ、2006年10月 - 2008年3月、オビガールG)
- Campus Link (TOKYO MX、2006年10月 - 2007年3月)
- DOORS 2007　(TBSテレビ、2007年9月23日、DOORS GIRL)
- ジャンクSPORTS（フジテレビ、2009年4月19日）
- 爆報! THE フライデー（TBSテレビ、2012年9月21日）
- クイズプレゼンバラエティー Qさま!!（テレビ朝日、2016年1月18日）

### その他
- DA PUMP『ALRIGHT!』PV出演
- Overstans『コンパス』PV出演 
神奈川県で活動しているインディーズ・バンド。みんテレの1コーナーである『Yokohama Music Power』で製作。[6]
- 『タダコピ』イメージモデル
- めざましマガジン読者モデル